# Muzeum Trójcy Świętej
Muzeum Trójcy Świętej (hiszp. Museo de la Trinidad) właściwie Narodowe Muzeum Malarstwa i Rzeźby – muzeum sztuki istniejące w latach 1837–1872 w Madrycie; por rozwiązaniu jego zbiory zostały włączone do Muzeum Prado.
Narodowe Muzeum Malarstwa i Rzeźby nazywane Muzeum Trójcy Świętej, ponieważ miało swoją siedzibę w dawnym madryckim klasztorze pod tym wezwaniem (Convento del la Trinidad Calzada). Zostało utworzone w wyniku nacjonalizacji i sprzedaży majątków kościelnych w Hiszpanii (tzw. dezamortyzacji Mendizábala 1836–1837). Dzieła sztuki pochodziły głównie z przejętych przez państwo klasztorów w Madrycie i w innych prowincjach centralnej Hiszpanii. Do dzieł z klasztorów dołączyły te odebrane infantowi Sebastianowi Gabrielowi Burbon-Bragança w wyniku konfiskaty majątku za wspieranie karlistów. Do kolekcji włączano także nabytki i dzieła współczesne z cyklicznych Krajowych Wystaw Sztuk Pięknych rozpoczętych w 1856.
Zostało otwarte dla publiczności 24 lipca 1838, w dniu imienin królowej Marii Krystyny. Szybko zostało zamknięte, aby ponownie otworzyć 2 maja 1842. Z braku czasu i funduszy obrazy nie zostały odrestaurowane, wiele nie było eksponowanych, zostały wręcz niedbale ułożone i porzucone. W 1862 roku wicedyrektorem muzeum został krytyk i historyk sztuki Gregorio Cruzada Villaamil, który otrzymał zadanie przejrzenia inwentarzy i dokładniejszego skatalogowania kolekcji. Do tego czasu istniała jedynie bardzo krótka lista sporządzona w 1854 roku. Jego katalog ukazał się w 1865, opisywał jednak tylko niewielką częścią kolekcji, uważaną przez niego za najbardziej wartościową. Spośród 1733 obrazów, które pojawiają się w inwentarzu z 1854, skatalogował jedynie 603, zaznaczając, że kolekcja infanta Sebastiana Gabriela została mu zwrócona w 1861.
Krótko po rewolucji we wrześniu 1868 pojawiła się inicjatywa połączenia dwóch muzeów, Trójcy i Prado, obu już narodowych. Dekretami rządu regencyjnego z 25 listopada 1870 i 22 marca 1872 zlikwidowano Muzeum Trójcy Świętej i przekazano jego zbiory do Prado, dawnego Muzeum Królewskiego, które zostało przemianowane na Muzeum Narodowe Malarstwa i Rzeźby. W rzeczywistości po 1873 do Prado włączono tylko 83 prace, prawie wszystkie z inwentarza nowych nabytków, które rozpoczęły się w 1856. Większość zbiorów została rozdystrybuowana do różnych miejsc lub zdeponowana w budynku Villanueva. Wśród najbardziej wartościowych dzieł z Muzeum Trójcy Świętej znalazły się prace El Greca, Berruguete Maíno i malarstwo flamandzkie. Ponad 600 dzieł religijnych, w większości o małej wartości artystycznej, zaginęło lub zostało zniszczonych.